# 1955 في إسرائيل
فيما يلي قوائم الأحداث التي وقعت خلال عام 1955 في إسرائيل.

## سياسة

### تعيين في المنصب
- 1 يناير – دافيد بن غوريون وزير الدفاع  [لغات أخرى]‏،عضو الكنيست [الإنجليزية]‏،رئيس وزراء إسرائيل.
- 29 يونيو – دوف يوسف وزير الصحة  [لغات أخرى]‏،عضو الكنيست [الإنجليزية]‏.
- 15 أغسطس – إيغال آلون عضو الكنيست [الإنجليزية]‏.
- 15 أغسطس – بنحاس لافون عضو الكنيست [الإنجليزية]‏.
- 15 أغسطس – جولدا مائير عضو الكنيست [الإنجليزية]‏.
- 15 أغسطس – حاييم موشيه شابيرا عضو الكنيست [الإنجليزية]‏.
- 15 أغسطس – زلمان شازار عضو الكنيست [الإنجليزية]‏.
- 15 أغسطس – سيف الدين الزعبي عضو الكنيست [الإنجليزية]‏.
- 15 أغسطس – شموئيل دايان عضو الكنيست [الإنجليزية]‏.
- 15 أغسطس – صالح سليمان عضو الكنيست [الإنجليزية]‏.
- 15 أغسطس – ليفي أشكول عضو الكنيست [الإنجليزية]‏.
- 15 أغسطس – مردخاي بنتوف عضو الكنيست [الإنجليزية]‏.
- 15 أغسطس – مناحم بيجن عضو الكنيست [الإنجليزية]‏.
- 15 أغسطس – موشيه شاريت عضو الكنيست [الإنجليزية]‏.
- 15 أغسطس – يتسحاق تابنكين عضو الكنيست [الإنجليزية]‏.
- 15 أغسطس – يوسف بورغ عضو الكنيست [الإنجليزية]‏.

### انتهاء فترة المنصب
- 1 يناير – إسرائيل روكاح وزير الشؤون الداخلية [الإنجليزية]‏.
- 21 فبراير – بنحاس لافون وزير الدفاع  [لغات أخرى]‏،عضو الكنيست [الإنجليزية]‏.
- 15 أغسطس – آدا مايمون عضو الكنيست [الإنجليزية]‏.
- 15 أغسطس – آهارون زيسلينغ عضو الكنيست [الإنجليزية]‏.
- 15 أغسطس – جولدا مائير عضو الكنيست [الإنجليزية]‏.
- 15 أغسطس – حاييم موشيه شابيرا عضو الكنيست [الإنجليزية]‏.
- 15 أغسطس – دافيد بن غوريون عضو الكنيست [الإنجليزية]‏.
- 15 أغسطس – دوف يوسف عضو الكنيست [الإنجليزية]‏،وزير الصحة  [لغات أخرى]‏.
- 15 أغسطس – زلمان شازار عضو الكنيست [الإنجليزية]‏.
- 15 أغسطس – سيف الدين الزعبي عضو الكنيست [الإنجليزية]‏.
- 15 أغسطس – شمعون غاريدي عضو الكنيست [الإنجليزية]‏.
- 15 أغسطس – شموئيل دايان عضو الكنيست [الإنجليزية]‏.
- 15 أغسطس – ليفي أشكول عضو الكنيست [الإنجليزية]‏.
- 15 أغسطس – مردخاي بنتوف عضو الكنيست [الإنجليزية]‏.
- 15 أغسطس – مناحم بيجن عضو الكنيست [الإنجليزية]‏.
- 15 أغسطس – موشيه شاريت عضو الكنيست [الإنجليزية]‏،رئيس وزراء إسرائيل.
- 15 أغسطس – يوسف بورغ عضو الكنيست [الإنجليزية]‏.

## مواليد

### يناير
- 1 يناير – دان هاريئل
- 1 يناير – وائل حلاق[1]
- 1 يناير – يائير دلال موسيقي إسرائيلي.[2]
- 11 يناير – جمال زحالقة سياسي إسرائيلي.[3]

### فبراير
- 4 فبراير – ميكي روزنتال سياسي إسرائيلي.[4]

### مارس
- 12 مارس – أيوب قرا سياسي إسرائيلي.[5]
- 27 مارس – حنا سويد سياسي إسرائيلي.[6]
- 27 مارس – يسرائيل أيخلير سياسي إسرائيلي.[7]

### أبريل
- 3 أبريل – أوري غافرائيل ممثل إسرائيلي.

### مايو
- 4 مايو – أفرام غرانت

### يونيو
- 7 يونيو – شيزاف رفائيلي

### يوليو
- 16 يوليو – زوهر أرجوف مغني إسرائيلي.[8]
- 25 يوليو – محمد بركة سياسي إسرائيلي.[9]

### سبتمبر
- 20 سبتمبر – حاييم موشي موسيقي إسرائيلي.[10]
- 21 سبتمبر – يسرائيل كاتس سياسي إسرائيلي.[11]

### نوفمبر
- 13 نوفمبر – أليعازر ماروم

### ديسمبر
- 17 ديسمبر – داني أيالون[12]

## وفيات

### يناير
- 1 يناير – كريمة عبود (مواليد 1896) مصورة فلسطينية.